# スヴェティ・ユリイ・ウ・スロヴェンスキフ・ゴリツァフ
スヴェティ・ユリイ・ウ・スロヴェンスキフ・ゴリツァフ（スロベニア語:Sveti Jurij v Slovenskih goricah）は、スロベニアの北東の町であり、地方行政区画としての市でもある。2006年にレナルトから分割された。

## 町村
スヴェティ・ユリイ・ウ・スロヴェンスキフ・ゴリツァフ市には、以下の集落がある。
- Jurovski Dol
- Malna
- Spodnji Gasteraj
- Srednji Gasteraj
- Varda
- Zgornje Partinje
- Zgornji Gasteraj
- Žitence